# Emili Eroles
Emili Eroles (Tàrrega, 1895 – Barcelona, 1983) fou un llibreter i escriptor català.
Eroles va conèixer Joan Salvat-Papasseit el 1911 quan ambdós eren adolescents i van mantenir una estreta amistat fins a la seva mort el 1924. Eroles tenia en aquells anys una parada de llibres vells al Mercat de Santa Madrona, punt de trobada i tertúlia política i cultural. Allà va compartir tertúlia amb Salvat, Joan Alavedra, Antoni Palau i altres apassionats dels llibres i la política. El llibreter va mantenir la parada com a mínim fins als anys seixanta.
El 1911 Eroles, Alavedra, Palau i Salvat es van afiliar a l'Ateneu Enciclopèdic Popular i van crear el Grup Antiflamenquista Pro-Cultura. Aquesta associació informal tenia com a objectiu la publicació de pamflets que enganxaven als carrers. Una tarda de diumenge van repartir fulls de mà en protesta de les curses de braus a la Plaça de les Arenes.
Eroles i Palau van marxar el 1914 a París, on mesos més tard els va sorprendre la Primera Guerra Mundial. A finals d'aquell any va tornar a Barcelona i juntament amb Salvat van començar a col·laborar a la revista radical d'esquerres Los Miserables. En aquest context va començar a llegir obres dels autors que, en la seva diversitat, anirien definint la seva línia ideològica i temes d'interès: Nietzsche, Ibsen i Gorki, entre d'altres.
El 1971 va publicar Memòries d'un llibre vell (cent anys de la vida d'un llibre), obra preuada en cercles bibliòfils.